# リヒタースケール
リヒタースケール（Richter-Scale）は、日本の男性4人組みバンドである。バンドの名前は、ドイツ語で「地震の規模をあらわす単位（マグニチュード）」を意味し、発信する音楽から多くの人の心を揺らしたいという思いがこめられている。

## メンバー
- 藤田真琴（ふじたまこと）
Vo.&Gt.担当
出身地：東京都
血液型：B型
- サトシ。（さとし）
Gt.担当
出身地：大阪府
血液型：A型
- 徳永圭吾（とくながけいご）
Ba.担当
出身地：愛媛県
血液型：O型
- 鎌田竜生（かまだたつお）
Dr.担当
出身地：千葉県
血液型：B型

## 略歴
- 2006年10月、藤田真琴を中心にプロジェクトバンドとしてスタート。
- 2008年1月、新メンバーに徳永圭吾を迎え、ひとつのバンドとして活動開始。
- 2008年5月9日、ファーストミニアルバム「アクセルチューン」を全国リリース。
- 2008年4月～6月、東名阪レコ発ツアーを敢行。
- 2008年6月29日、Shibuya DESEOにてツアーFINAL&主催イベント「ナイス☆パンチ」を開催。満員御礼の大盛況となる。
- 2008年11月、9日に東京、14日に愛知、16日に大阪にてリヒタースケール、GLIDE、MINOR SCHOOLの3バンド共同主催東名阪カップリングツアー「クリティカル☆ヒット」を開催。
- 2009年6月24日、解散。

## ディスコグラフィー

### ミニアルバム
- アクセルチューン（2008年5月9日）規格品番: SSCPF-0604

挿入歌「ドリフト」がTV埼玉番組「ROCK WAVE」エンディングテーマに起用

### 未発表CD
- イチロマイシン
- ハルマチ

### その他
- ライブ映像「REAL BB MUSIC」